# 英联邦轮值主席
英聯邦輪值主席（英語：Commonwealth Chair-in-Office，簡稱）是英聯邦的輪值主席，同時為該組織主要領導職位之一。該職通常由上屆英聯邦政府首腦會議主辦國領導人（可能是國家元首或政府首腦）擔任，任期持續到下屆首腦會議召開。 現任輪值主席為菲婭梅·內奧米·馬塔阿法，兼任薩摩亞總理。

## 職位概述
英聯邦輪值主席的主要職責是主持英聯邦政府首腦會議，但其具體職責在實踐中會被擴大。例如在2002年英聯邦政府首腦會議後，現任、前任和繼任輪值主席組成了“三駕馬車”以試圖解決有關津巴布韋英聯邦成員國資格的持續爭端。
輪值主席職位的設立始於1999年英聯邦政府首腦會議，時任南非總統的塔博·姆貝基成為首任輪值主席。但是姆貝基在擔任輪值主席期間並無履行該職位相關職責的意願，因此導致輪值主席在他的任期內處於實際空缺的狀態。這一情況直至時任澳大利亞總理約翰·霍華德於2002年擔任輪值主席後才得以改善，他在任期內組建了所謂的“三駕馬車”。即便是霍華德擔任輪值主席，“三駕馬車”的首次會議還是在英國倫敦召開；而當時的英聯邦秘書長也出席了這次會議。而在時任尼日利亞總統奧盧塞貢·奧巴桑喬接任第三任輪值主席後，更是為發展該職位做出了卓越貢獻。
2009年英聯邦政府首腦會議在特立尼達和多巴哥召開，故由時任該國總理出任輪值主席。而卡姆拉·珀塞德-比塞薩爾於2010年勝選擔任該國總理，故她也理所當然成為英聯邦輪值主席；因此她成為了該職位設立以來的首位女性輪值主席。她也在隨後同樣由特立尼達和多巴哥主辦的2011年英聯邦日慶典活動上發表主題演講。
斯里蘭卡原定於2011年負責主辦英聯邦經濟論壇（Commonwealth Economic Forum），但由於當時的斯里蘭卡政府涉嫌在內戰期間犯下戰爭罪，因此更改在澳大利亞的珀斯舉辦。而在2011年後，時任澳大利亞總理的朱莉亞·吉拉德接替卡姆拉·珀塞德-比塞薩爾成為輪值主席；她同時也是第二位女性輪值主席。不過朱莉亞·吉拉德在2013年6月27日辭去澳大利亞總理職位後，輪值主席一職也由新當選的澳大利亞總理陸克文擔任；而在陸克文於2013年9月落選大選後，該職位則繼續由新任澳大利亞總理托尼·阿博特擔任。
目前英聯邦輪值主席為薩摩亞總理菲婭梅·內奧米·馬塔阿法，繼任者則將是2026年英聯邦政府首腦會議主辦國安提瓜和巴布達總理。